# Carex celebica
Carex celebica är en halvgräsart som beskrevs av Georg Kükenthal. Carex celebica ingår i släktet starrar, och familjen halvgräs. Inga underarter finns listade i Catalogue of Life.